# Józef Ledwoń
Józef Adam Ledwoń (ur. 20 sierpnia 1921 w Kłobucku, zm. 16 września 1986 w Częstochowie) – polski inżynier budownictwa przemysłowego, profesor nauk technicznych Politechniki Śląskiej oraz Politechniki Częstochowskiej, specjalista w zakresie budownictwa na terenach górniczych.

## Życiorys
Po zdaniu egzaminu dojrzałości w 1939 r. studia wyższe rozpoczął na tajnych kompletach prowadzonych przez profesorów Politechniki Warszawskiej w Częstochowie w 1944 r. Kontynuował studia na Politechnice Śląskiej uzyskując w 1949 roku stopień magistra inżyniera budowlanego.
Pracę na Politechnice Śląskiej rozpoczął w 1948 r. w Katedrze Statyki Budowli, w Zakładzie Badań Drgań.
W 1954 r. został powołany na stanowisko zastępcy profesora obejmując kierownictwo Katedry Elementów Budownictwa Przemysłowego (Wydział Budownictwa Przemysłowego). Funkcję kierownika pełnił do 1968 roku.
W latach 1952–1956 był prodziekanem Wydziału Budownictwa Przemysłowego, a w latach 1958–1961 piastował stanowisko dziekana Wydziału Budownictwa Przemysłowego i Ogólnego Politechniki Śląskiej.
W 1958 roku został powołany na stanowisko docenta, natomiast w 1962 roku uzyskał tytuł naukowy profesora nadzwyczajnego
Politechniki Śląskiej. W latach 1961–1964 pełnił funkcję prorektora ds. nauki. Po wydarzeniach marcowych w 1968 roku prof. Ledwoń przeszedł do pracy w przemyśle. Do 1974 roku pracował w Głównym Instytucie Górnictwa gdzie nosił tytuł Górniczego Dyrektora Generalnego II°.
Do pracy na uczelni powrócił decyzją Ministra Nauki, Szkolnictwa Wyższego i Techniki w listopadzie 1974 r. będąc mianowanym na stanowisko rektora Politechniki Częstochowskiej, którym pozostał do 1984 roku z roczną przerwą między rokiem 1981 a 1982.

## Wybrane publikacje
Plonem działalności naukowej profesora Józefa Adama Ledwonia jest ponad 250 publikacji w tym monografie książkowe.
- Wieże wyciągowe – obliczenia i konstrukcje (1954)
- Żelbetowe chłodnie kominowe (1958)
- Chłodnie kominowe wentylatorowe (współautor J. Golczyk) (1961)
- Budownictwo na terenach górniczych (1983) pośmiertnie w 1988 opublikowana także w języku niemieckim
- Budownictwo na górniczych terenach sejsmicznych (1986)